# Gradište (żupania pożedzko-slawońska)
Gradište – wieś w Chorwacji, w żupanii pożedzko-slawońskiej, w mieście Kutjevo. W 2011 roku liczyła 152 mieszkańców.